# Electric Avenue
"Electric Avenue" är en låt skriven av den brittiska musikern Eddy Grant. Det är en singel från hans studioalbum Killer on the Rampage, som släpptes 1982. Låttiteln syftar på en gata i Brixton, en stadsdel i London.
Låten utgavs år 2001 i en nymixad version och blev då åter en hit på många håll.

## Listplaceringar
| Lista (1983)   | Position              |
| -------------- | --------------------- |
| Australien     | 2 (Kent Music Report) |
| Finland        | 17                    |
| Frankrike      | 37                    |
| Irland         | 3                     |
| Kanada         | 1 (RPM)               |
| Nederländerna  | 8                     |
| Nya Zeeland    | 32                    |
| Schweiz        | 6                     |
| Sverige        | 9 (Topplistan)        |
| Storbritannien | 2 (UK Singles Chart)  |
| USA            | 2 (Billboard Hot 100) |
| Västtyskland   | 9                     |
| Österrike      | 6                     |